# Torsten Wilner (ingenjör)
Nils Torsten Johan Wilner, född den 22 november 1899 i Kristianstad, död den 10 december 1977 i Stockholm, var en svensk ingenjör. Han var från 1927 gift  Greta Wilner, född Hemmingson.
Wilner avlade studentexamen i Göteborg 1918 och var student vid Lunds universitet 1918–1919. Han fortsatte sina studier vid Kungliga tekniska högskolan, där han avlade avgångsexamen 1924. Wilner var därefter anställd inom pappersindustrin till 1926, då han blev assistent vid fysikaliska institutionen på Kungliga tekniska högskolan.
Han var verksam vid Electrolux kyllaboratorium 1927–1931 och 1933–1942, vid Svenska gasverksföreningen 1931–1933, som sakkunnig inom Försvarsväsendets kemiska anstalt 1942–1945, som laborator vid Försvarets forskningsanstalt 1946–1952 (han kvarstod där som konsult) och vid Tekniska museet 1953–1964. Wilner var även verksam i eget laboratorium från 1932. Han är gravsatt i minneslunden på Bromma kyrkogård.